# Крейвен, Элизабет
Элизабет Крейвен, графиня Беркли, маркграфиня Бранденбург-Ансбахская (англ. Elizabeth Craven, урожденная англ. Lady Elizabeth Berkeley; 17 декабря 1750, Вестминстер, Лондон — 13 января 1828, Позиллипо, Королевство Обеих Сицилий) — английская писательница и композитор.

## Биография
Урождённая графиня Беркли. В 1767 году вышла замуж за графа Уильяма Крейвена, родила ему нескольких детей, в том числе — сына Уильяма, будущего генерал-майора британской армии. В 1780 году супруги разъехались, несколько лет леди Крейвен жила по преимуществу во Франции, но много путешествовала (Италия, Австрия, Греция, Турция, Польша, Россия). В 1791 году, через две недели после смерти мужа, обвенчалась в Лиссабоне с последним маркграфом Карлом Александром Бранденбург-Ансбахским, с которым уже давно была близка. Супруги поселились в Великобритании, жили широким домом в Лондоне (Хаммерсмит) и в своем поместье в Беркшире. В 1806 году маркграф скончался в Лозанне от воспаления лёгких. После этого маркграфиня по большей части жила в Италии. Вынашивала честолюбивые планы стать королевой Сицилии после смерти Марии Каролины Австрийской (1814), не увенчавшиеся успехом. В 1819 году она приобрела обширное поместье на неаполитанском холме Позилиппо, которое охотно посещалось европейской знатью. Здесь леди Крейвен и умерла. Поместье перешло к её младшему сыну, путешественнику и писателю Ричарду Крейвену.
Похоронена на Английском кладбище Неаполя. В память о ней две улицы в Хаммерсмите носит имя маркграфини — Margravine Gardens и Margravine Road.

## Творчество
Стихи писала с 17 лет, также сочиняла музыку. Была знакома с Сэмюэлом Джонсоном, Джеймсом Босуэллом, дружила с Хорасом Уолполом, который посвятил ей импровизированные стансы, публиковал её сочинения в своей частной типографии в Строберри-Хилл. Ей принадлежат несколько драматических произведений на английском и французском языках, интересных путевых очерков, в том числе переведенное тогда же на несколько языков эпистолярное «Путешествие через Крым в Константинополь» (1789, рус. пер. 1795), письма о поездках по Франции, Германии, России (1814). Она оставила мемуары (1826). Кроме того, написала оперу Принцесса Грузии (1798, опубл. 1799, см.: ) на собственную музыку, а также музыку Сарти, Паизиелло и др.; опера была поставлена в Ковент-Гардене в 1798. Несколько раз леди Крейвен сама участвовала в постановках собственных пьес, в них были заняты известные актёры того времени.

## Образ в искусстве
Её портрет написали Джошуа Рейнольдс и Джордж Ромни (1778).

## Наследие
Литературные и музыкальные сочинения леди Крейвен (арии, дуэты и др.) переиздаются до нынешнего дня.